# Predicción de terremotos

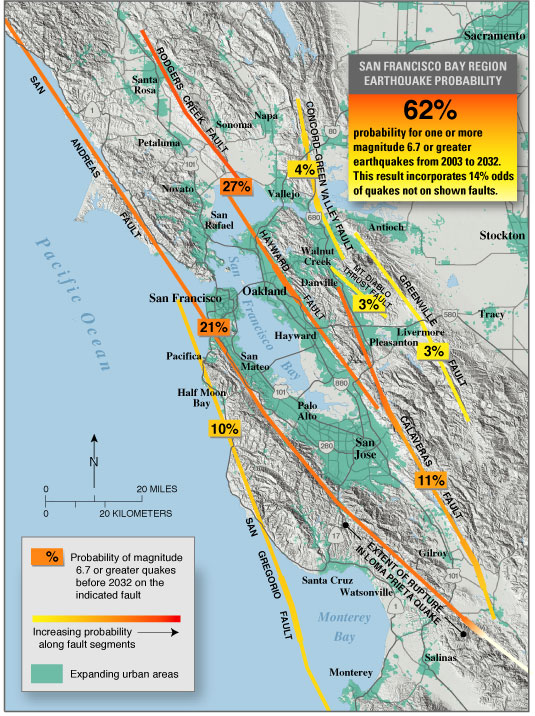
Mapa del peligro sísmico del área de la Bahía de San Francisco muestra la probabilidad de un gran terremoto entre 2003 y 2032.

La predicción de terremotos es una rama de la sismología así como la magnitud de terremotos futuros, dentro de determinados límites de precisión. Algunos autores distinguen la predicción de un terremoto futuro específico del pronóstico probabilístico de la ocurrencia de un evento sísmico de magnitud dada en un lugar y momento determinados. A pesar de considerables esfuerzos en investigación por parte de sismólogos, no se pueden hacer predicciones científicamente reproducibles para un día o mes específico. No obstante, en las primeras décadas del siglo XXI han surgido líneas de investigación promisorias, particularmente en el campo de los precursores electromagnéticos. Por otra parte, en el caso de los mapas de evaluación del peligro sísmico de fallas estudiadas, es posible estimar que la probabilidad de que un terremoto de un tamaño dado afectará un lugar determinado durante un cierto número de años. A finales del siglo XX, la capacidad general para predecir terremotos, ya sea en forma individual o en una base estadística, aún se consideraba remota.
Una vez que un terremoto ya ha empezado, los dispositivos de alerta temprana pueden proporcionar una advertencia de pocos segundos antes de que los principales temblores lleguen a un lugar determinado. Esta tecnología aprovecha las diferentes velocidades de propagación de los varios tipos de vibración producidos. También son probables las réplicas tras un gran terremoto y, por lo general, están previstas en los protocolos de respuesta a desastres naturales.

## Técnicas de predicción
En el esfuerzo por predecir terremotos, se ha tratado de asociar un terremoto inminente con fenómenos tan variados como los patrones de sismicidad, campos electromagnéticos, movimientos del suelo, condiciones meteorológicas y nubes inusuales, contenido de gas radón o hidrógeno del suelo o agua subterránea, comportamiento animal y las fases de la luna.
Se han producido muchas teorías y predicciones pseudocientíficas. La aleatoriedad natural de los terremotos y la actividad sísmica frecuente en ciertas áreas pueden ser utilizadas para hacer "predicciones" que pueden generar credibilidad injustificada. Generalmente, tales predicciones dejan ciertos detalles sin especificar, lo que incrementa la probabilidad de que los vagos criterios de predicción se reúnan y se ignoren los terremotos que no fueron previstos.

### Evaluación de los métodos de predicción
Se supone que una predicción es significativa si se puede mostrar que tiene más éxito que el simple azar. Por tanto deben usarse métodos de contraste de hipótesis para determinar la probabilidad de que efectivamente ocurra el terremoto de la predicción (la hipótesis nula). En seguida, las predicciones se evalúan determinando si acaso su correlación con los sismos reales supera a la de la hipótesis nula.
Muchas veces, sin embargo, la naturaleza estadística de la ocurrencia de sismos no es simple ni homogénea. Se presentan grupos (clustering), tanto espaciales, como temporales. En el sur de California, a alrededor del 6% de los sismos de magnitud M≥3.0 les "sigue un sismo de mayor magnitud dentro de cinco días y en un radio de diez kilómetros". En el centro de Italia, al 9.5% de los sismos de magnitud M≥3.0 les sigue un evento mayor dentro de 48 horas y en un radio de 30 kilómetros. Si bien este tipo de estadísticas no resultan satisfactorias para fines de predicción (porque arroja de diez a veinte falsas alarmas por cada predicción exitosa), generan un sesgo en los resultados de todo análisis que suponga que los sismos ocurren de manera aleatoria en el tiempo, por ejemplo como en un proceso de Poisson. Se ha mostrado que un método "ingenuo", basado exclusivamente en la formación de grupos, es capaz de predecir exitosamente alrededor del 5% de los sismos; es decir, "mucho mejor que el 'azar'".

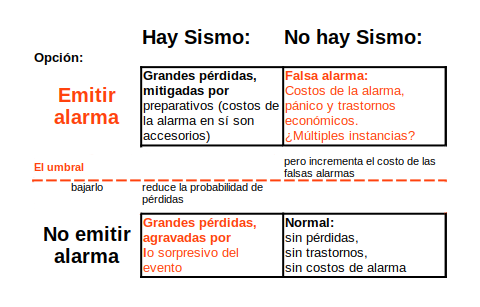
El dilema: ¿Emitir o no la alarma?

Como el propósito de las predicciones de corto plazo consiste en posibilitar la adopción de medidas de emergencia para reducir el número de víctimas y el grado de destrucción, el no advertir de la inminencia de un terremoto que efectivamente ocurra, o no dar, al menos, una evaluación adecuada del riesgo de que ocurra, puede conllevar responsabilidades penales o incluso consecuencias políticas. Por ejemplo, se ha informado que miembros de la Academia china de Ciencias fueron expulsados de la misma por "haber ignorado predicciones científicas del desastroso terremoto de Tangshan, de verano de 1976".Wade, 1977. Después del terremoto de L'Aquila de 2009, siete científicos y técnicos fueron condenados en Italia por homicidio involuntario, aunque no tanto por haber fallado en predecir el Terremoto de L'Aquila de 2009 (en el que murieron unas 300 personas) sino por dar garantías indebidas a la población – una víctima lo llamó "anestesia" – de que no habría un terremoto grave y que por tanto no había necesidad de prevenirse. Pero el alertar ante un terremoto que finalmente no ocurra también implica un costo:  no solo el costo de las medidas de emergencia como tales, sino también el de los trastornos económicos y sociales. Además, las falsas alarmas, como también las alarmas que se cancelen, socavan la credibilidad y por tanto también la eficacia de las alarmas futuras. En  1999 se informó (Saegusa, 1999) que China estaba implantando "duras regulaciones destinadas a eliminar las alarmas ‘falsas’ de terremotos, a fin de prevenir el pánico y las evacuaciones masivas de ciudades enteras como consecuencia de pronósticos de sismos de mayor envergadura." Esta medida fue motivada por "más de 30 alarmas inoficiales de terremotos ... en los últimos tres años, ninguna de las cuales resultaron certeras."  
El balance aceptable entre los terremotos sin predicción y las falsas alarmas depende de cómo la sociedad valore ambos casos. Debe tenerse en cuenta además la frecuencia con la que ocurran ambas situaciones, al evaluar un método de predicción específico.
En un estudio de 1997 acerca de la razón de costo-beneficio de las investigaciones sobre predicción de terremotos en Grecia, Stathis Stiros sugirió que incluso un método (hipotético) excelente de predicción sería de dudosa utilidad social, dado que "es improbable que se logre llevar a cabo una evacuación exitosa de los centros urbanos", mientras que "también se puede prever la generación de pánico y otros efectos colaterales no deseados". Llegó a la conclusión de que por terremotos en Grecia (en promedio) mueren menos de diez personas al año y que la mayor parte de esas víctimas ocurren en grandes edificios con problemas estructurales identificables. En consecuencia, Stiros sostuvo que sería mucho más eficiente, desde el punto de vista de costos, concentrar los esfuerzos en identificar esos edificios poco seguros y subsanar sus deficiencias. Dado que el número de víctimas fatales de accidentes carreteros en Grecia es de 2300 anuales en promedio, argumenta que se habrían salvado más vidas si todo el presupuesto griego para la predicción de terremotos se hubiera usado en cambio en mejorar la seguridad de calles y autopistas.
En California, se ha establecido un Consejo de evaluación de predicción de terremotos y Estados Unidos cuenta con un consejo similar a nivel federal, aunque ninguno de ellos han adoptado algún método fiable para predecir terremotos.
Las predicciones científicas buscan los siguientes elementos: una ubicación o área específica, un lapso de tiempo determinado, un rango de magnitud particular y una probabilidad específica de ocurrencia.

### Por precursores

#### Comportamiento animal
Desde hace siglos se han registrado recuentos anecdóticos acerca de conductas anómalas de animales inmediatamente antes o de otro modo asociadas a terremotos. Para aquellos casos en que los animales exhiben conductas inusuales algunas decenas de segundos antes de un sismo, se ha sugerido que responden a la onda de presión. Estas viajan por la corteza a alrededor del doble de la velocidad de las ondas S, que son las que producen los remezones más intensos. No predicen el terremoto como tal — el que ya se ha producido — sino solo el arribo inminente de las ondas S, que son las más destructivas.
También se ha sugerido que los casos de comportamiento inusual con una anticipación de horas o incluso días podrían deberse a una actividad sísmica previa tal, que pasa desapercibida para la mayoría de las personas. Otro factor que genera confusión en torno a estos fenómenos inusuales son las distorsiones debidas a los recuerdos flashbulb: hay detalles sin importancia que se hacen más dignos de recordar y más significativos cuando están asociados con algún evento de gran peso emocional. Un estudio, en el que se intentó controlar este tipo de factores, halló en un caso un incremento en materia de comportamiento animal inusual (posiblemente debido a actividad sísmica precursora), mientras que esto no fue así en otros cuatro casos de sismos aparentemente similares.

#### Dilatancia–difusión
En los años de 1970, la hipótesis de dilatancia–difusión fue muy apreciada como base física de diversos fenómenos que se consideraban posibles precursores de terremotos. Se basaba en evidencia "sólida y repetible" obtenida en experimentos de laboratorio, de que las rocas cristalinas sometidas a altos niveles de estrés sufre un cambio de volumen o dilatancia, lo que produce cambios en otras características, tales como la velocidad sísmica y la resistividad eléctrica, así como incluso grandes solevantamientos en la topografía. Se creyó que esto sucedía en una 'fase preparatoria' inmediatamente anterior al sismo y que, por tanto, con un monitoreo apropiado podrían generarse alarmas de un terremoto inminente.
La detección de variaciones en las velocidades relativas de las ondas sísmicas primarias y secundarias – expresada como Vp/Vs – a medida que pasan por una zona determinada, fue la base para predecir los terremotos de Blue Mountain Lake (NY) en 1973 y de Riverside (CA) en 1974. Aunque estas predicciones fueron informales y hasta triviales, su éxito aparente se vio como confirmación tanto de la dilatancia como de la existencia de un proceso preparatorio, lo que llevó a lo que posteriormente se llamó  "pronunciamientos excesivamente optimistas" en el sentido de que la predicción exitosa de terremotos parecía estar " a punto de hacerse realidad práctica."
Sin embargo, diversos estudios pusieron en duda esos resultados, y la hipótesis fue languideciendo. Estudios posteriores mostraron que "fallaba por diversas razones, principalmente asociadas con la validez de los supuestos en los que se basaba", inclusive el supuesto de que los resultados de laboratorio podían extrapolarse al mundo real. Otro factor fue el sesgo introducido por la selección retrospectiva de criterios. Otros estudios han mostrado que la dilatancia es de magnitud tan despreciable que Main et al., 2012 concluyeron: "El concepto de una amplia 'zona de preparación' que indique la magnitud probable de un sismo futuro, sigue siendo tan etéreo como el propio éter que no se logró detectar en el experimento de Michelson y Morley."

#### Cambios en la razón Vp/Vs
Vp es el símbolo que representa la velocidad de una onda sísmica "P" (primaria o de presión) que atraviesa una roca, mientras que Vs es el símbolo de la velocidad de la onda "S" (secundaria o de cizalla).  En experimentos de laboratorio en pequeña escala se ha podido ver que la razón de estas dos velocidades  – representada como Vp/Vs – cambia cuando la roca se encuentra cerca de su punto de fractura.  En los años de 1970 se consideró probable un progreso sustantivo en materia de predicción, cuando sismólogos rusos informaron haber observado este tipo de cambios (lo que posteriormente se desconsideró.) en la región de un posterior terremoto. Este efecto, así como otros posibles precursores, se ha atribuido a la dilatancia, en la que una roca tensionada hasta cerca de su punto de ruptura se expande (dilata) levemente.
El estudio de este fenómeno cerca de Blue Mountain Lake en el Estado de Nueva York llevó a una predicción exitosa, aunque informal, en 1973, y se le reconoció en mérito de la predicción del terremoto de Riverside en 1974. Sin embargo, no se registraron éxitos adicionales y se ha sugerido que esas predicciones fueron casuales. Una anomalía en Vp/Vs fue la base de la predicción, en 1976, de un sismo de M 5.5 a 6.5 cerca de Los Ángeles, el que no se produjo. Otros estudios con base en tronaduras en canteras (de condiciones más precisas y repetibles) no arrojaron tales variaciones, mientras que de un análisis de dos sismos en California se concluyó que las variaciones informadas más probablemente se produjeron por otras causas, inclusive la selección retrospectiva de los datos.Geller (1997) hizo notar que desde aproximadamente 1980 no se ha vuelto a informar sobre cambios significativos en esta razón de velocidades.

#### Radón
La mayor parte de las rocas contiene pequeñas cantidades de gases que pueden distinguirse a nivel isotópico de los que contiene la atmósfera normal. Uno de estos gases es el radón, gas que se origina en descomposición radiactiva de las trazas de uranio presentes en la mayoría de las rocas.
La concentración de radón en el suelo ha sido utilizado de manera experimental para ubicar fallas geológicas cercanas a la superficie, ya que la concentración es generalmente más alta sobre las fallas. El radón se presta como predictor potencial de terremotos porque es radioactivo y por lo mismo fácil de detectar, mientras que su breve periodo de semidesintegración de 3,8 días hace que las mediciones sean sensibles a las fluctuaciones de corto plazo. Algunos investigadores han tratado de probar que las concentraciones elevadas de radón en el suelo o los cambios rápidos en las concentraciones de radón en el suelo o agua subterránea pueden servir para predecir terremotos.
La hipótesis consiste en que la compresión en torno a una falla cercana a romperse podría producir emisiones de radón, como si el suelo estuviera siendo exprimido por una esponja; por tanto, una mayor emisión de radón anticiparía la llegada de un terremoto. Tal hipótesis ha sido estudiada en los años 1970 y 1980, cuando se realizaron mediciones científicas de las emisiones de radón cerca de fallas geológicas hallaron que los terremotos ocurrieron a menudo sin señal de radón. Asimismo, se detectaron emisiones de radón sin que fueran seguidas por un terremoto. Dada la ausencia de resultados fiables, la hipótesis fue desestimada por la mayoría de sismólogos hasta hace poco; sin embargo, esta fue retomada debido a que el terremoto de L'Aquila de 2009 fue precedido por las predicciones del sismólogo italiano Giampaolo Giuliani sobre un inminente terremoto, quien basó su pronóstico en los aumentos de las concentraciones de gas radón en zonas sísmicamente activas.
En diciembre de 2009, Giampaolo Giuliani presentó su investigación a la American Geophysical Union en San Francisco y fue, posteriormente, invitado por dicha organización a participar en desarrollar un sistema de alerta temprana de sismos a nivel mundial. A pesar de ello, Emilio Carreño, director de la Red Sísmica Española, declaró que las emisiones de radón no pueden utilizarse como un método de predicción preciso; mientras que la geofísica María José Jurado manifestó que se trató de una "coincidencia".
En 2009, la hipótesis seguía siendo investigada por la NASA como una posible herramienta de predicción de terremotos.

#### Por anomalías electromagnéticas
La observación de las perturbaciones del campo magnético y su atribución al proceso de fallamiento asociado a los terremotos se remontan al Gran Terremoto de Lisboa de 1755, aunque en la práctica todas estas observaciones anteriores a mediados de los años de 1960 se han debido invalidar, porque los instrumentos usados resultaron ser sensibles al movomiento físico. Desde entonces, diversos fenómenos eléctricos, eléctrico-resistivos y magnéticos se han atribuido a los cambios precursores en materia de esfuerzos que preceden a los terremotos, alimentando la esperanza de poder hallar un precursor confiable. Si bien a algunos investigadores se les ha prestado gran atención, ya sea por sus teorías acerca de cómo podrían generarse tales fenómenos, o bien al sostener haberlos observado en vísperas de un terremoto, no se ha demostrado que ninguno de estos fenómenos sea un precursor real.
En una revisión, realizada en 2011, se concluyó que los precursores electromagnéticos "más convincentes" eran las anomalías magnéticas de frecuencia ultra baja, tales como el evento de Corralitos (que se trata en detalle más adelante), registrado en vísperas del Terremoto de Loma Prieta de 1989. Sin embargo, ahora se cree que esa observación se debió a un error de sistema. En los estudios de los materiales del monitoreo intenso del terremoto de Parkfield de 2004 no se halló evidencia alguna de señales electromagnéticas precursoras; estudios posteriores arrojaron la conclusión de que los sismos de magnitudes menores de 5 no producen señales transientes significativas. La Comisión Internacional de Predicción de Terremotos para la Protección Civil (ICEF) consideró que la búsqueda de precursores útiles no había tenido éxito.

##### El método VAN
El método VAN es un método experimental de predicción de terremotos propuesto por los profesores Varotsos, Alexopoulos y Nomicos en los años 1980, cuyas iniciales le dieron nombre. Se basa en la detección de "señales electro sísmicas" a través de una red telemétrica de barras metálicas insertas en el suelo. El método se origina en las predicciones teóricas de P. Varotsos, un físico de la Universidad de Atenas.
Se trata probablemente de la reivindicación más promocionada y más criticada de un precursor electromagnético. En su publicación original de 1981, los autores sostienen que midiendo voltajes geoeléctricos – que denominan "señales electro sísmicas" (SES) – podían predecir sismos de magnitud mayor a 2,8 en toda Grecia con hasta siete horas de anticipación.
En 1984 sostuvieron que existía una "correspondencia uno-a-uno" entre las SES y los sismos – es decir, que "cada sismo de magnitud apreciable es precedido por una SES y a la inversa a toda SES le sigue siempre un sismo, cuya magnitud y epicentro puede predecirse de manera confiable" – donde la SES aparece entre 6 y 115 horas antes del sismo. Como prueba de la eficacia de su método reivindicaron una serie de predicciones exitosas.
Aunque su informe fue "saludado por algunos como un gran avance" – de un entusiasta (Uyeda) se informó que habría dicho que "VAN es el invento más importante desde los tiempos de Arquímedes" – los sismólogos lo recibieron con una "ola de escepticismo generalizado". En 1996, un artículo presentado por VAN a la revista Geophysical Research Letters fue sometido de manera pública sin precedentes a una revisión por pares por un amplio grupo de revisores, publicándose tanto el artículo como su revisión en una edición especial; la mayoría de los revisores halló que los métodos de VAN eran defectuosos.  Hubo críticas adicionales ese mismo año en un debate público entre algunas de las autoridades en la materia.
Una crítica básica consistió en que el método era poco plausible geofísicamente y científicamente erróneo. Entre otras objeciones se contaban la falsedad demostrable de supuesta relación uno-a-uno entre sismos y SES, lo improbable de que un proceso precursor generara señales más intensas que cualquiera derivada del sismo propiamente tal, y la probabilidad  muy fuerte de que las señales fueran generadas por el hombre. Investigaciones ulteriores realizadas en Grecia han identificado fuentes humanas específicas de las "señales eléctricas transientes anómalas", constatando que tales señales no son excluidas por los criterios usados por VAN en la identificación de las SES.
La validez del método VAN y, por tanto, la significación predictiva de las SES, se basó en primer término en la reivindicación empírica de un éxito predictivo demostrado. Se revelaron numerosas debilidades de la metodología VAN, y in 2011 la ICEF concluyó que la capacidad predictiva reclamada por VAN no podía validarse. La mayoría de los sismólogos considera que el método VAN ha sido "rotundamente desacreditado".

##### La anomalía de Corralitos
La anomalía de Corralitos de 1989 probablemente sea el evento sismo-electromagnético más famoso de todos los tiempos y uno de los ejemplos más citados de un posible precursor de terremotos. En el mes anterior al Terremoto de Loma Prieta de 1989, las mediciones del campo magnético terrestre en frecuencias ultra bajas por magnetómetro en Corralitos, California, a no más de 7 km del epicentro del terremoto inminente, comenzaron a exhibir aumentos anómalos de amplitud. Apenas tres horas antes del sismo, las mediciones aumentaron a unas treinta veces el valor normal, con amplitudes decrecientes después del evento. Tales amplitudes no habían sido observadas en dos años de operaciones, ni tampoco por medio de un instrumento similar ubicado a 54 km de distancia. Esta aparente localidad temporal y espacial sugería, en opinión de muchos, una asociación con el terremoto.
Posteriormente se desplegaron magnetómetros adicionales a lo largo del norte y sur de California, pero al cabo de diez años y de varios grandes terremotos, no se habían observado señales similares. En estudios más recientes se ha puesto en duda la conexión, atribuyéndose las señales de Corralitos ya sea a perturbaciones magnéticas no relacionadas, o bien, de manera aún más simple, a una falla del sistema de sensores.

##### La física de Freund
En sus investigaciones de la física cristalina, Friedemann Freund halló que las moléculas de agua incluidas en las rocas pueden disociarse en iones cuando la roca está sometida a un estrés intenso. Bajo ciertas condiciones, los portadores de carga correspondientes pueden generar corrientes de batería. Freund sugirió que quizás esas corrientes puedan ser las responsables de precursores sísmicos tales como la radiación electromagnétoca, luminosidades y perturbaciones del plasma en la ionósfera. El estudio de tales corrientes e interacciones se conoce como la  "física de Freund".
La mayoría de los sismólogos rechaza la sugerencia de Freund de que las señales generadas por estrés se puedan detectar y usar como precursores, por una serie de razones. Primero, se cree que el estrés no se acumula rápidamente en vísperas de un terremoto de mayor envergadura y que, por tanto, no hay razones para esperar que se generen grandes corrientes de manera acelerada. Segundo, los sismólogos han llevado a cabo una búsqueda extensa de precursores eléctricos confiables, usando instrumentación sofisticada, y no han logrado identificar precursor alguno. Y tercero, el agua de la corteza terrestre haría que las corrientes generadas se absorban antes de llegar a la superficie.

#### Triboluminiscencia
Un posible método para predecir terremotos, aunque todavía no ha sido aplicado, es la triboluminiscencia. Estudios del Instituto de Investigación Nacional Industrial de Chugoky llevados a cabo por Yoshizo Kawaguchi han mostrado que al fracturarse, el dióxido de silicio libera luz roja y azul por un período de unos 100 milisegundos. Kawaguchi lo atribuyó a la relajación de las uniones libres y de átomos de oxígeno inestable que quedan cuando las uniones de oxígeno y dióxido de silicio se rompen debido a las tensiones dentro de la roca.

### Por tendencias
En lugar de buscar fenómenos anómalos que puedan ser signos precursores de un terremoto inminente, otros enfoques de la predicción de terremotos buscan hallar tendencias o patrones que conducen a un terremoto. Como estas tendencias pueden ser complejas e incluyen numerosas variables, muchas veces se requiere usar métodos estadísticos avanzados para comprenderlas, por lo que estos enfoques a veces se denominan métodos estadísticos. Estos enfoques también tienden a tener un carácter más probabilístico y a referirse a períodos más largos, por lo que constituyen la transición hacia el pronóstico de terremotos. 
En materia de tendencias, entre las teorías aplicables a la predicción de terremotos se cuentan:

#### La recuperación elástica de la corteza terrestre
Ni la más dura de las rocas es perfectamente rígida.  Dada una fuerza grande (como la que existe entre dos inmensas placas tectónicas en movimiento), la costra terrestre se doblará o deformará. De acuerdo a la  teoría de la recuperación elástica de Reid (1910), en algún momento la deformación  (tensión) se hace suficientemente grande como para que se produzca alguna rotura, normalmente en una falla existente.  El deslizamiento a lo largo de la rotura (un terremoto) permite que la roca a ambos lados de la misma rebote hacia un estado menos deformado. En este proceso se libera energía en diversas formas, entre ellas en la forma de ondas sísmicas. Se repite, entonces, el ciclo de la acumulación de la fuerza tectónica en deformación elástica y su liberación en un rebote repentino. Dado que el desplazamiento debido a un único sismo varía entre menos de un metro y más de 10 metros (para un sismo de M 8), la existencia demostrada de grandes desplazamientos de rumbo de cientos de kilómetros muestra la existencia de un ciclo sísmico de larga data.

#### La repetición de sismos característicos
En las fallas sísmicas más estudiadas (tales como la Fosa de Nankai, la Falla de Wasatch y la falla de San Andrés) se distinguen segmentos definidos. El modelo de los  sismos característicos postula que los terremotos generalmente se limitan al interior de estos segmentos.

#### Lasbrechas sísmicas
En el contacto donde dos placas tectónicas se deslizan la una contra la otra, todas sus secciones deben deslizarse tarde o temprano, ya que (a largo plazo) ninguna de ellas puede quedarse atrás. Pero estos deslizamientos no se producen todos al mismo tiempo; las diferentes secciones estarán en distintos estados del ciclo de tensión (deformación) y recuperación repentina. Según el modelo de las brechas sísmicas, el "próximo gran terremoto" no deberá esperarse en los segmentos en que una sismicidad reciente ha aliviado la tensión, sino en los tramos intermedios en que las tensiones acumuladas son las mayores. Este modelo resulta intuitivamente atractivo; se emplea en los pronósticos de largo plazo y ha sido la base para una serie de pronósticos circumpacíficos  (Cuenca del Pacífico) en 1979 y 1989–1991.
Sin embargo, hoy día se sabe que algunos de los supuestos subyacentes al concepto de brecha sísmica son incorrectos. De un examen detenido se desprende que "es posible que las brechas sísmicas no contengan información acerca del momento en que vaya a ocurrir el próximo evento en la región, ni acerca de su magnitud"; pruebas estadísticas aplicadas a las predicciones circumpacíficas muestran que el modelo de las brechas sísmicas "no arrojó buenos pronósticos de grandes terremotos". Otro estudio concluyó que un largo período de quietud no incrementaba el potencial sísmico.

#### Los patrones de sismicidad
Se han desarrollado varios algoritmos heurísticos para la predicción de terremotos. El más conocido probablemente sea la familia de algoritmos M8  (incluso el método RTP) desarrollada bajo la dirección de Vladimir Keilis-Borok.  El M8 genera una alarma de "Tiempo de Probabilidad Aumentada" (TIP, por su sigla en inglés) para un gran terremoto de magnitud determinada al observar ciertos patrones entre los sismos menores. Los TIP generalmente cubren grandes áreas (de hasta mil kilómetros de diámetro) por hasta cinco años. Estos parámetros extensos han generado controversia en torno a M8, ya que resulta difícil determinar si acaso algún éxito predictivo se debe a una labor profesional calificada o simplemente es resultado del azar.

#### Predicción por sismos iniciales
Los sismos iniciales son temblores de magnitud media que preceden a los terremotos. Un incremento de la actividad de sismos (en combinación con indicaciones presupuestas como los niveles de agua subterránea y comportamiento animal extraño) permitió la evacuación exitosa de un millón de personas un día antes del terremoto de Haicheng, el 4 de febrero de 1975, por parte de la Oficina Sismológica estatal de China.
Mientras que el 50% de los terremotos son precedidos por sismos, solo alrededor del 5 al 10% de los sismos menores resultan ser sismos iniciales, lo que da lugar a falsas alarmas.

## Predicciones notorias
Hay casos de predicciones, tanto exitosas como fallidas, ya sea publicadas con anterioridad a los eventos o supuestamente hechas en su momento, que han alcanzado notoriedad pública. Entre ellas se cuentan:

### La predicción del terremoto de Haicheng de 1975
La predicción del terremoto de Haicheng de 1975, de 7,0, es el "éxito" más ampliamente citado en materia de predicción de terremotos. Con base en el estudio de la actividad sísmica en la región, las autoridades chinas emitieron un pronóstico de mediano plazo en junio de 1974. En consecuencia, las autoridades políticas ordenaron la adopción de diversas medidas, entre las que se contaban la evacuación forzosa de viviendas, la construcción de "estructuras exteriores simples" y la exhibición de películas al aire libre. El terremoto, a las 19:36 hora local, fue suficientemente intenso como para destruir o dañar gravemente alrededor de la mitad de las viviendas. Sin embargo, las "medidas preventivas eficaces adoptadas" habrían mantenido la cifra de víctimas fatales por debajo de las 300, en un área con alrededor de 1,6 millones de habitantes, donde sin ellas se podrían haber esperado decenas de miles de muertes.
No obstante, aunque efectivamente se produjo un terremoto de mayor envergadura, se dio algún grado de escepticismo con respecto a la narrativa de las medidas adoptadas sobre la base de una predicción oportuna. Este evento ocurrió durante la  Revolución Cultural, cuando la "creencia en la predicción de terremotos era un elemento de ortodoxia ideológica que distinguía a los verdaderos seguidores de la línea del partido de los desviacionistas de derecha". La mantención de registros se daba en forma desordenada, lo que dificulta la verificación de los detalles, inclusive de la interrogante de si existió efectivamente una evacuación ordenada. El método utilizado para las predicciones tanto de mediano como de corto plazo (aparte de la "línea revolucionaria del Presidente Mao") no ha sido especificado. Es posible que la evacuación haya sido espontánea, después del fuerte (M 4.7) sismo precursor del día anterior.
Un estudio de 2006, que tuvo acceso a una amplia variedad de registros, llegó a la conclusión de que las predicciones fueron erróneas. "En particular, nunca existió una predicción oficial de corto plazo, aunque una predicciones de este tipo fueron realizadas por científicos individuales." Además: "fue solo en base a los sismos precursores que se activaron las decisiones finales de alerta y evacuación". El número de víctimas fatales se estimó en 2041. El que no hayan muerto más personas se ha atribuido a una serie de circunstancias fortuitas, entre las que se incluyen la educación popular de los meses recientes en materia de terremotos (como reacción a la elevación de la actividad sísmica), iniciativas locales, la hora del día en que ocurrió el sismo (cuando la gente no estaba trabajando ni durmiendo) y el estilo local característico de las construcciones. Los autores concluyen que, por mucho que como predicción haya sido insatisfactoria, "fue un intento de predecir un terremoto mayor que, por primera vez, no terminaba en un fracaso práctico".

### La predicción fallida para Lima en 1981 (Brady)
En 1976, el Dr. Brian Brady, un físico del U.S. Bureau of Mines que se dedicaba al estudio del fracturamiento de rocas, "terminó de escribir una serie de cuatro artículos acerca de la teoría de los terremotos, deduciendo que la acumulación de tensiones en la zona de subducción [frente al Perú] podría dar origen a un terremoto de gran magnitud dentro de un plazo de siete a catorce años a partir de mediados de noviembre de 1974." En un memorándum interno redactado en junio de 1978, estrechó la ventana temporal a "octubre-noviembre de 1981", con un sismo principal en un rango de magnitud de 9.2±0.2. En otro memorándum de 1980 se informa que especificó como fecha aproximada "mediados de septiembre de 1980". Estas predicciones fueron tratadas en un seminario científico realizado en San Juan, Argentina, en octubre de 1980, donde el Dr. W. Spence, colega de Brady, presentó una ponencia.  Brady y Spence luego se reunieron con autoridades de gobierno de Estados Unidos y Perú el 29 de octubre, "pronosticando una serie de terremotos de gran magnitud para la segunda mitad de 1981." Esta predicción tuvo amplia divulgación en Perú, después de lo que la embajada de Estados Unidos describió como "titulares sensacionalistas de primera plana en la mayoría de los diarios de Lima" el 26 de enero de 1981.
El 27 de enero de 1981, después de examinar la predicción de Brady-Spence, el National Earthquake Prediction Evaluation Council (NEPEC) de Estados Unidos anunció que "no esta[ba] convencido de la validez científica" de la predicción y que no se le había "mostrado nada en los datos de la sismicidad observada, ni en la teoría expuesta, que le otorgue substancia a la predicción en materia de las fechas, la localización y las magnitudes de los  terremotos." Continuaba diciendo que si bien existía alguna probabilidad de que ocurriera un terremoto de mayor envergadura en las fechas señaladas, esa probabilidad era baja, recomendando que a "la predicción no se le preste consideración seria."
Imperturbable, Brady posteriormente revisó su pronóstico, sosteniendo que habría al menos tres terremotos aproximadamente el 6 de julio, el 18 de agosto y el 24 de septiembre de 1981, lo que llevó a un funcionario estadounidense a quejarse de que "si se le sigue permitiendo jugar este juego ... probablemente obtendrá un acierto y muchos terminarán considerando válidas sus teorías."
El 28 de junio (la fecha que tuvo más amplia divulgación como fecha del primer terremoto pronosticado), se informó que: "la población de Lima pasó una apacible tarde de domingo". El titular de uno de los diarios peruanos fue "NO PASO NADA".
En julio, Brady formalmente retiró su pronóstico con base en que no se había producido la actividad sísmica especificada como prerrequisito. Las pérdidas económicas debidas a la reducción del turismo durante todo este episodio se han estimado en unos cien millones de dólares.

### Las predicciones (fallidas) de Parkfield, de 1985–1993 (Bakun-Lindh)
El "experimento de predicción del Terremoto de Parkfield" fue la más anunciada predicción de terremotos de todos los tiempos. Se basó en la observación de que el segmento de Parkfield de la falla de San Andrés se rompe con regularidad en terremotos con una magnitud moderada de alrededor de M 6 cada cuantas décadas: 1857, 1881, 1901, 1922, 1934 y 1966. Más precisamente,Bakun y Lindh (1985) señalaron que, si se excluye el sismo de 1934, estos sismos ocurren cada 22 años, ±4.3 años. Contando a partir de 1966, ellos predijeron una probabilidad  de 95% de que el próximo terremoto ocurriría alrededor de 1988, o en 1993 a más tardar. El National Earthquake Prediction Evaluation Council (NEPEC) evaluó este pronóstico y se manifestó de acuerdo. Sobre esta base, el Servicio Geológico de los Estados Unidos y el Estado de California establecieron una de las "redes más sofisticadas y densas de instrumentos de monitoreo del mundo", dedicada en parte a la identificación de cualquier tipo de precursores en vísperas del sismo. Los antecedentes se consideraron suficientemente confiables como para que se confeccionaran planes detallados para alertar a las autoridades de emergencias en caso de aparecer signos indicativos de la inminencia de un terremoto. Según la revista Economist: "nunca antes se ha puesto mayor cuidado en colocarle una emboscada a un evento de este tipo."
El año 1993 llegó y se fue, sin que la predicción se cumpliera. Finalmente, hubo un terremoto M 6.0 en el segmento Parkfield de la falla, el 28 de septiembre de 2004, pero sin señales de alerta ni precursores obvios. Aunque numerosos científicos consideran que el experimento de atrapar un sismo mayor fue un éxito, la predicción como tal no lo fue, puesto que finalmente el sismo ocurrió una década más tarde.

### Las predicciones del grupo VAN para Grecia en 1983–1995
En 1981, el grupo "VAN", encabezado por Panayiotis Varotsos, afirmó que había hallado una relación entre los terremotos y las 'señales electrosísmicas' (SES). En 1984, el grupo presentó una tabla de 23 sismos ocurridos entre el 19 de enero de 1983 y el 19 de septiembre de 1983, de los que afirmaba haber pronosticado exitosamente 18. Más adelante publicaron otras listas, como aquella de 1991 en que sostenían haber predicho seis de siete sismos con Ms ≥ 5.5 en el período comprendido entre el 1 de abril de 1987 y el 10 de agosto de 1989, o cinco de siete sismos con Ms ≥ 5.3 en el período superpuesto del 15 de mayo de 1988 al 10 de agosto de 1989, En 1996 publicaron un "Resumen de todas las predicciones emitidas entre el 1 de enero de 1987 y el 15 de junio de 1995", que incluye 94 predicciones. Comparándolo con una lista de "Todos los sismos con MS(ATH)" y dentro de límites geográficos que abarcan la mayor parte de Grecia se obtiene una lista de 14 sismos que deberían haber predicho. En estos casos reivindican diez predicciones exitosas, es decir una tasa de éxito de 70%, pero también con una tasa de falsas alarmas del 89%.
Las predicciones del grupo VAN han sido criticadas por diversos motivos, entre los que se cuentan el que serían geofísicamente inverosímiles, "vagas y ambiguas", el que "las 'predicciones' de VAN nunca especifican las ventanas y nunca definen una fecha de vencimiento no ambigua [por lo que] VAN, para empezar, no hace predicciones de sismos", no satisface los criterios que se le exigen a una predicción, y efectúa un ajuste retroactivo de parámetros. También se ha objetado que nadie  "puede declarar de manera confiable, más que en los términos más generales, cuál es la hipótesis de VAN, porque sus autores nunca presentaron una formulación completa de la misma."
Una revisión crítica de 14 casos, en los que VAN reclamó 10 éxitos, arrojó solo un caso en el que ocurrió un sismo dentro de los parámetros de la predicción. Las predicciones del grupo VAN no solo no superan al simple azar, sino que presentan "una asociación mucho mejor con los eventos que ocurrieron antes de su emisión", de acuerdo a Mulargia y Gasperini. Otras revisiones tempranas llegaron a la conclusión de que las predicciones del grupo VAN, si se las evalúa según parámetros definidos, eran  estadísticamente significativas. Los puntos de vista tanto positivos como negativos planteados en ese período en relación con las predicciones VAN se resumen en el libro "A Critical Review of VAN", publicado en 1996 y editado por Sir James Lighthill y en una edición especial de debate presentada por la revista Geophysical Research Letters que se concentró en el tema de la significación estadística del método VAN. El grupo VAN tuvo la oportunidad de replicar a las críticas en esas publicaciones de revisión. En 2011, la ICEF revisó a su vez el debate de 1996, concluyendo que la reivindicación optimista de una capacidad de predicción basada en SES sostenida por VAN no se podía validar.
Un problema crucial consiste en el gran número de parámetros, muchas veces indeterminados, que entran en las predicciones, de manera que algunos críticos sostienen que no se trata de predicciones y que no deberían reconocerse como tales. Gran parte de la controversia en torno a VAN surge de esta ausencia de una especificación adecuada de estos parámetros. En algunos de sus telegramas se incluyen predicciones de dos eventos sísmicos diferentes, como es el caso (típico) de un sismo pronosticado a 300 km "N.W" de Atenas y otro a 240 km "W", "con magnitudes [sic] 5,3 y 5,8", sin límite temporal.
VAN ha disputado las conclusiones "pesimistas" de sus críticos, pero los críticos no han cedido. Se ha sugerido que el método VAN no tiene en cuenta el clustering de sismos, o que interpreta los datos en forma diferente durante períodos de mayor actividad sísmica.
El grupo VAN ha sido criticado en varias ocasiones por causar pánico público e inquietud generalizada. Este efecto ha sido exacerbado por la amplitud de sus predicciones, que cubren grandes áreas de Grecia (de hasta 240 kilómetros de diámetro y a menudo pares de áreas), mucho mayores que las áreas realmente afectadas por sismos de las magnitudes pronosticadas (que normalmente miden algunas decenas de kilómetros). Los rangos de magnitud tienen una amplitud similar: una magnitud pronosticada de  "6.0" representa un rango que va desde una magnitud benigna de 5.3 hasta una ampliamente destructiva de 6.7. Junto al hecho de especificar ventanas temporales indeterminadas de un mes o más, tales predicciones "no se pueden utilizar en la práctica" para determinar un nivel apropiado de preparación, ya sea para reducir el funcionamiento social habitual, o incluso para emitir advertencias públicas. Como ejemplo del dilema que enfrentan los funcionarios públicos: se ha informado que en 1995 el profesor Varotsos presentó una queja ante la fiscalía acusando a las autoridades de gobierno de negligencia al no responder ante su supuesta predicción de un terremoto. Se citó a un funcionario de gobierno diciendo que "las predicciones de VAN no tienen utilidad alguna" al cubrir las dos terceras partes del territorio griego.

### La (supuesta) predicción del terremoto de Loma Prieta, de 1989
El Terremoto de Loma Prieta de 1989 (con epicentro en los Montes Santa Cruz al noroeste de San Juan Bautista) causó daños significativos en el Área de la Bahía de San Francisco de California. Se informó que el Servicio Geológico de los Estados Unidos (USGS) sostuvo, doce horas después del evento, que había "pronosticado" este terremoto en un informe del año anterior. Personeros del USGS posteriormente afirmaron que este terremoto había sido "anticipado"; varias otras instancias también han sostenido haberlo pronosticado.Harris (1998) revisó 18 artículos (con 26 pronósticos) publicados desde 1910 "que de diversas maneras se refieren o relacionan con pronósticos científicos del Terremoto de  Loma Prieta de 1989." (En este caso no se distingue entre un pronóstico, que se limita a una estimación probabilística de la ocurrencia de un terremoto en determinado período, y una predicción más específica.) ninguno de estos pronósticos puede comprobarse de manera rigurosa por su falta de especificidad y en aquellos casos en que el pronóstico abarca la fecha y localización adecuada, las ventanas eran tan anchas (p.ej. cubriendo la mayor parte de California por espacio de cinco años) que hacían que la predicción perdiera todo valor como tal.  La predicciones que se acercaban a la realidad (pero con probabilidad de solo  30%) tenían ventanas de diez o veinte años.
Una predicción controvertida se obtuvo por medio del algoritmo M8 usado por  Keilis-Borok y sus asociados en cuatro pronósticos. El primero de estos pronósticos erró tanto la magnitud (M 7.5) como la fecha (una ventana de cinco años desde el 1 de enero de 1984 al 31 de diciembre de 1988). Acertaron en la localización, incluyendo la mayor parte de California más la mitad de Nevada. Una revisión posterior, presentada al NEPEC, extendió la ventana temporal hasta el  1 de julio de 1992 y redujo la ubicación a tan solo California central; la magnitud permaneció igual. En una figura que presentaron había otras dos revisiones, para sismos de  M ≥ 7.0 en  California central. La ventana temporal de cinco años para uno de ellos terminaba en julio de 1989, por lo que erraba el evento de Loma Prieta; la segunda revisión se extendía hasta 1990, por lo que incluía a Loma Prieta.
Al discutir el éxito o fracaso de las predicciones del Terremoto de Loma Prieta, algunos científicos argumentan que no ocurrió en la falla de San Andrés (que está en el foco de la mayor parte de los pronósticos) y que implicó un movimiento (vertical) de falla normal o inversa, en lugar del desplazamiento (horizontal) de una falla de rumbo, lo que no estaba en las predicciones. Otros científicos argumentan que ocurrió en la zona de la falla de San Andrés, liberando gran parte de la tensión acumulada desde el Terremoto de San Francisco de 1906; por tanto varios de los pronósticos fueron acertados. Hough sostiene que "la mayoría de los sismólogos" no creen que este terremoto haya sido predicho "como tal". En un sentido estricto, nunca hubo predicciones, solo pronósticos, los que solo fueron parcialmente exitosos.
Iben Browning sostuvo haber predicho el evento de  Loma Prieta, pero (como se verá en la sección siguiente) esta reivindicación ha sido rechazada.

### Las predicciones para la zona sísmica de Nueva Madrid, de 1990 (Browning)
El Dr. Iben Browning (un científico con doctorado en zoología y práctica profesional como biofísico, pero sin experiencia en geología, geofísica o sismología) fue un "asesor independiente de empresas" dedicado al pronóstico climático de largo plazo para fines empresariales. Él defendía la idea (no probada científicamente) de que las erupciones volcánicas y los terremotos más probablemente se desencadenarían cuando la fuerza mareal del sol y la luna coinciden para ejercer un máximo de tensión sobre la corteza terrestre (sizigia). Después de calcular el momento del máximo de estas fuerzas mareales, Browning luego "projectó" cuáles eran las áreas con mayor riesgo de un gran terremoto.  Un área que él mencionaba con frecuencia era la Zona sísmica de New Madrid, ubicada en el extremo sureste del Estado de Misuri, el sitio de tres terremotos de gran magnitud en 1811–12, acoplándola con la fecha del 3 de diciembre de 1990.
La fama de Browning y su credibilidad percibida aumentaron más aún cuando sostuvo, en diversos volantes y avisos promocionales, haber pronosticado (entre diversos otros sucesos) el terremoto de Loma Prieta del 17 de octubre de 1989. El National Earthquake Prediction Evaluation Council (NEPEC) formó un Grupo de Trabajo Ad Hoc (AHWG) para evaluar la predicción de Browning. Su informe (emitido el 18 de octubre de 1990) específicamente rechazó la afirmación de haber realizado una predicción exitosa del terremoto de Loma Prieta. Una transcripción de su charla en San Francisco el 10 de octubre indica que dijo que: "probablemente habrá diversos terremotos en diversas partes del mundo, de magnitud Richter 6+, así como una o dos erupciones volcánicas" – lo que, a escala global, es aproximadamente lo que ocurre en promedio en una semana – sin mencionar terremoto alguno en  California.
Aunque el informe del AHWG refutó tanto las afirmaciones de Browning sobre sus supuestos éxitos anteriores como la base de su "proyección", tuvo poco impacto después de un año de continuas afirmaciones de pronósticos exitosos. La predicción de Browning fue apoyada por el geofísico David Stewart, y obtuvo el respaldo tácito de diversas autoridades públicas en sus preparativos para un gran desastre, todo lo cual amplificado por una exposición masiva en la prensa. El 3 de diciembre no ocurrió nada y Browning murió de un ataque cardíaco siete meses después.

### Las (fallidas) predicciones para el Sur de California, de 2004 y 2005 (Keilis-Borok)
El algoritmo M8 (desarrollado bajo la dirección del Dr. Vladimir Keilis-Borok en la UCLA) ganó crédito por las predicciones aparentemente exitosas de los terremotos de San Simeón y Hokkaido en 2003. Es por ello que generó gran interés la predicción, a comienzos de 2004, de un terremoto de M ≥ 6.4 que ocurriría en algún área del Sur de California de aproximadamente 12000 millas cuadradas, para el 5 de septiembre de 2004 o antes. Al evaluar esta predicción, el California Earthquake Prediction Evaluation Council (CEPEC) hizo notar que con este método aún no se habían hecho suficientes predicciones como para una validación estadística, siendo sensible en cuanto a los supuestos de entrada. Por tanto concluyó que no se justificaban "acciones especiales de políticas públicas", aunque se dirigió a todos los habitantes de California recordándoles "los riesgos sísmicos significativos existentes en todo el Estado." El terremoto predicho no se produjo.
Se hizo una predicción muy similar de un terremoto para el 14 de agosto de 2005 o antes, aproximadamente en el mismo sector del Sur de California. La evaluación y las recomendaciones del CEPEC fueron esencialmente las mismas, haciéndose notar esta vez que la predicción anterior y otras dos más no se habían cumplido. Esta predicción también falló.

### La alerta emitida por inminencia del Terremoto de L'Aquila de 2009 (Giuliani)
A las 03:32 del 6 de abril de 2009, la región de Abruzo del centro de Italia fue sacudida por un terremoto de magnitud M 6.3. En la ciudad de L'Aquila y en sus alrededores unos 60.000 edificios colapsaron o sufrieron graves daños, con un resultado de 308 víctimas fatales y 67.500 damnificados. Casi al mismo tiempo se informó que Giampaolo Giuliani había predicho el terremoto, había tratado de alertar al público, pero había sido acallado por el gobierno italiano.
Giampaolo Giuliani era laboratorista en los Laboratori Nazionali del Gran Sasso. Como aficionado, había estado por algunos años monitoreando los niveles de radón, usando instrumentos diseñados y fabricados por él mismo. Antes del Terremoto de L'Aquila, él era desconocido en la comunidad científica y no había hecho publicación científica alguna. Había sido entrevistado del 24 de marzo en un blog de idioma italiano, Donne Democratiche, acerca de un enjambre de sismos débiles en la región de Abruzo, que se había iniciado en el mes de diciembre. Allí manifestó que ese enjambre era normal y que sus intensidades disminuirían hacia fines de marzo. El 30 de marzo, L'Aquila fue sacudida por un temblor de magnitud 4.0, el más intenso hasta esa fecha.
El 27 de marzo, Giuliani le advirtió al alcalde de L'Aquila que podría ocurrir un terremoto dentro de 24 horas y hubo un temblor de  M~2.3. El 29 de marzo hizo una segunda predicción. Llamó por teléfono al alcalde de la ciudad de Sulmona, situada a unos 55 kilómetros sudeste de L'Aquila, diciéndole que debía esperar un terremoto "dañino" – o incluso "catastrófico" – dentro de 6 a 24 horas. Se emplearon camionetas con altoparlantes para alertar a los habitantes de Sulmona y llamarlos a evacuar, con el consiguiente pánico. No hubo sismo y a Giuliano se lo citó a declarar por incitación de alarma pública, prohibiéndosele realizar nuevas predicciones públicas.
Después del evento de L'Aquila, Giuliani aseguró haber hallado aumentos alarmantes de los niveles de radón pocas horas antes. Dijo que había alertado a familiares, amigos y colegas la noche antes del terremoto. Después del sismo fue entrevistado por la Comisión Internacional para el Pronóstico de Terremotos para la Protección Civil, la que concluyó que Giuliani no había transmitido a las autoridades civiles una predicción válida del sismo principal con anterioridad al hecho.

## Alerta temprana
Un sistema de alerta temprana de terremotos consiste en una red de acelerómetros, comunicación, computadoras y alarmas, diseños para la notificación regional de un sismo sustancial cuando está en progreso. Japón, México, Taiwán y Antofagasta(Chile), cuentan con sistemas de alerta temprana.

### Problema de la magnitud
Richard Allen de la Universidad de California sostiene que la distinción entre un sismo pequeño y un terremoto puede ser establecida durante los primeros segundos que la energía sísmica es registrada por los sismógrafos; sin embargo, otros científicos no están convencidos. De ser cierta la afirmación, los sistemas de alerta temprana de terremoto (que no su predicción) podrían tornarse más potentes. Mientras más temprano sea estimada la magnitud de un terremoto, será más útil la alerta temprana; no obstante, las alertas tempranas aún pueden ser efectivas sin la capacidad de inferir la magnitud de un sismo.

### Comportamiento animal
Se ha postulado que el comportamiento animal registrado antes de un terremoto consiste simplemente en su respuesta al incremento de señales electromagnéticas de baja frecuencia. Un estudio de la Universidad de Colorado en Boulder ha demostrado que la actividad electromagnética puede ser generada por la fractura de roca cristalina, que ocurren en las fallas geológicas antes de un terremoto. Los sensores electromagnéticos obtienen resultados estadísticamente válidos en la predicción de terremotos.
En Italia, un estudio de 2009 halló que los sapos son capaces de detectar señales presísmicas.